# Nieuw-Texas
Nieuw-Texas is een wijk in de Belgische stad Genk, ontstaan in 1995.
De kleine wijk wordt gevormd door enkele straten, direct ten zuiden van de Cegeka Arena, het stadion van voetbalclub KRC Genk; de Leeuwerikstraat, de Karekietstraat en de Wielewaalstraat.

## Geschiedenis
De naam verwijst naar de voormalige en verdwenen wijk Texas, opgebouwd vlak na de Tweede Wereldoorlog, een wijk met circa 50 bescheiden huisjes die voornamelijk bevolkt werd door mijnwerkers en hun families, werkzaam in de voormalige iets zuidelijker gelegen steenkoolmijn van Waterschei. De wijk kende een hecht gemeenschapsleven, dat zich ook afspeelde in het wijkcafé, een café in cowboystijl, de Texasbar. De wijk krijgt de naam van het café. Na de sluiting in 1987 werden plannen gemaakt voor een themapark met winkelcentrum en zwemparadijs, het Fenixproject, op de gronden van de wijk Texas. Ondanks protesten, mee begeleid door Jef Ulburghs, volgt de gedwongen verhuizing in 1995. Een aantal inwoners verhuisden naar nieuwe bewoning in de direct zuidelijk van het oude Texas gelegen nieuwe wijk, die de naam Nieuw-Texas meekreeg. Op de plaats waar eens de huizen van Texas stonden, parkeren nu KRC Genk-supporters hun auto.
Deelgemeente: Genk

Gehuchten, dorpen, stadsdelen en wijken: Bokrijk · Boxbergheide · Bret-Gelieren · Camerlo · Driehoeven · Hoevenzavel · Kolderbos · Langerlo · Nieuw-Texas · Sledderlo · Terboekt · Termien · Vlakveld · Waterschei · Winterslag · Zwartberg

Lijst van Belgische gemeenten · Arrondissement Hasselt · Limburg · Vlaanderen · België